# 須藤タイレル拓
須藤 タイレル 拓（すどう たいれる たく, 2001年4月6日 - ）は、神奈川県横浜市出身のバスケットボール選手。2022-23シーズンより、NCAAのノーザンイリノイ大学でプレーした後、2023年8月にガードナー・ウェブ大学（ノースカロライナ州）へ転校。ポジションはシューティングガードまたはスモールフォワード。アメリカでの登録名は「タク・ヤングブラッド」。

## 経歴

### 生い立ち
神奈川県に生まれる。父はアメリカ人で、母は日本人。プロ歌手だった父の影響で自身も歌手を目指していたが、小学校4年生のときに助っ人として呼ばれ、初めてバスケをプレーする。その後、6年時には横浜ビー・コルセアーズのユースチームに参加し、本格的にバスケをプレーするようになった。

### ハイスクール
横浜市立本牧中学校を卒業後、横浜清風高等学校に進学し、同校監督の三宅学から指導を受けた。2年時にスラムダンク奨学金へ応募し、トライアウトを経て合格。2020年春からアメリカへ留学することが決まった。
新型コロナウイルスの影響で渡米が遅れ、2020年8月からセントトーマス・モアスクールへ編入した。なお、留学後は自身が10歳のときに亡くなった父の姓を取り、登録名をタク・ヤングブラッド（Taku Youngblood）としている。2021年12月には全米1位にランクインしていたブリュースター・アカデミーを相手に36得点を記録するなど活躍した。

### リクルート
2022年4月にNCAAのノーザンイリノイ大学への進学が決まった。
2023年8月にNCAAのガードナーウェブ大学（4年制）への編入が決まった。ガードナーウェブ大学はNCAA全362校のうち、190位に属する大学である。

### B.LEAGUE
2025年6月にB.LEAGUEのファイティングイーグルス名古屋と契約。